# 텐잔온천
텐잔온천(天山温泉)은 일본 가나가와현 하코네에 위치한 온천이다. 근처에는 숲이 있다. 가나가와현 아시가라시모군 하코네마치 유모토차야 208번지에 소재해 있다.